# Llista d'asteroides/164801-164900
| Nom      | Designació provisional | Data de descobriment   | Lloc de descobriment | Descobridor/s |
| -------- | ---------------------- | ---------------------- | -------------------- | ------------- |
| 164801 - | 1999 JH42              | 10 de maig de 1999     | Socorro              | LINEAR        |
| 164802 - | 1999 JU48              | 10 de maig de 1999     | Socorro              | LINEAR        |
| 164803 - | 1999 JH65              | 12 de maig de 1999     | Socorro              | LINEAR        |
| 164804 - | 1999 JL75              | 9 de maig de 1999      | Bergisch Gladbach    | W. Bickel     |
| 164805 - | 1999 JT109             | 13 de maig de 1999     | Socorro              | LINEAR        |
| 164806 - | 1999 JA110             | 13 de maig de 1999     | Socorro              | LINEAR        |
| 164807 - | 1999 JA114             | 13 de maig de 1999     | Socorro              | LINEAR        |
| 164808 - | 1999 JC116             | 13 de maig de 1999     | Socorro              | LINEAR        |
| 164809 - | 1999 JH121             | 13 de maig de 1999     | Socorro              | LINEAR        |
| 164810 - | 1999 JN124             | 10 de maig de 1999     | Socorro              | LINEAR        |
| 164811 - | 1999 JR135             | 7 de maig de 1999      | Anderson Mesa        | LONEOS        |
| 164812 - | 1999 KT17              | 17 de maig de 1999     | Catalina             | CSS           |
| 164813 - | 1999 LC8               | 8 de juny de 1999      | Socorro              | LINEAR        |
| 164814 - | 1999 LR32              | 8 de juny de 1999      | Kitt Peak            | Spacewatch    |
| 164815 - | 1999 ND62              | 13 de juliol de 1999   | Socorro              | LINEAR        |
| 164816 - | 1999 PR5               | 12 d'agost de 1999     | Kitt Peak            | Spacewatch    |
| 164817 - | 1999 QW                | 17 d'agost de 1999     | Kitt Peak            | Spacewatch    |
| 164818 - | 1999 RR41              | 14 de setembre de 1999 | Kleť                 | Kleť          |
| 164819 - | 1999 RL86              | 7 de setembre de 1999  | Socorro              | LINEAR        |
| 164820 - | 1999 RR89              | 7 de setembre de 1999  | Socorro              | LINEAR        |
| 164821 - | 1999 RY112             | 9 de setembre de 1999  | Socorro              | LINEAR        |
| 164822 - | 1999 RV157             | 9 de setembre de 1999  | Socorro              | LINEAR        |
| 164823 - | 1999 RD171             | 9 de setembre de 1999  | Socorro              | LINEAR        |
| 164824 - | 1999 RS176             | 9 de setembre de 1999  | Socorro              | LINEAR        |
| 164825 - | 1999 RT203             | 8 de setembre de 1999  | Socorro              | LINEAR        |
| 164826 - | 1999 RN208             | 8 de setembre de 1999  | Socorro              | LINEAR        |
| 164827 - | 1999 RN236             | 8 de setembre de 1999  | Catalina             | CSS           |
| 164828 - | 1999 TL40              | 5 d'octubre de 1999    | Catalina             | CSS           |
| 164829 - | 1999 TE45              | 3 d'octubre de 1999    | Kitt Peak            | Spacewatch    |
| 164830 - | 1999 TA49              | 4 d'octubre de 1999    | Kitt Peak            | Spacewatch    |
| 164831 - | 1999 TL52              | 5 d'octubre de 1999    | Kitt Peak            | Spacewatch    |
| 164832 - | 1999 TL55              | 6 d'octubre de 1999    | Kitt Peak            | Spacewatch    |
| 164833 - | 1999 TR62              | 7 d'octubre de 1999    | Kitt Peak            | Spacewatch    |
| 164834 - | 1999 TL64              | 8 d'octubre de 1999    | Kitt Peak            | Spacewatch    |
| 164835 - | 1999 TS67              | 8 d'octubre de 1999    | Kitt Peak            | Spacewatch    |
| 164836 - | 1999 TW75              | 10 d'octubre de 1999   | Kitt Peak            | Spacewatch    |
| 164837 - | 1999 TY81              | 12 d'octubre de 1999   | Kitt Peak            | Spacewatch    |
| 164838 - | 1999 TH83              | 12 d'octubre de 1999   | Kitt Peak            | Spacewatch    |
| 164839 - | 1999 TX86              | 15 d'octubre de 1999   | Kitt Peak            | Spacewatch    |
| 164840 - | 1999 TK88              | 15 d'octubre de 1999   | Socorro              | LINEAR        |
| 164841 - | 1999 TV112             | 4 d'octubre de 1999    | Socorro              | LINEAR        |
| 164842 - | 1999 TV133             | 6 d'octubre de 1999    | Socorro              | LINEAR        |
| 164843 - | 1999 TH138             | 6 d'octubre de 1999    | Socorro              | LINEAR        |
| 164844 - | 1999 TV143             | 7 d'octubre de 1999    | Socorro              | LINEAR        |
| 164845 - | 1999 TT149             | 7 d'octubre de 1999    | Socorro              | LINEAR        |
| 164846 - | 1999 TT152             | 7 d'octubre de 1999    | Socorro              | LINEAR        |
| 164847 - | 1999 TC153             | 7 d'octubre de 1999    | Socorro              | LINEAR        |
| 164848 - | 1999 TM156             | 7 d'octubre de 1999    | Socorro              | LINEAR        |
| 164849 - | 1999 TW163             | 9 d'octubre de 1999    | Socorro              | LINEAR        |
| 164850 - | 1999 TF171             | 10 d'octubre de 1999   | Socorro              | LINEAR        |
| 164851 - | 1999 TK171             | 10 d'octubre de 1999   | Socorro              | LINEAR        |
| 164852 - | 1999 TT174             | 10 d'octubre de 1999   | Socorro              | LINEAR        |
| 164853 - | 1999 TQ198             | 12 d'octubre de 1999   | Socorro              | LINEAR        |
| 164854 - | 1999 TK204             | 13 d'octubre de 1999   | Socorro              | LINEAR        |
| 164855 - | 1999 TO204             | 13 d'octubre de 1999   | Socorro              | LINEAR        |
| 164856 - | 1999 TJ210             | 14 d'octubre de 1999   | Socorro              | LINEAR        |
| 164857 - | 1999 TC215             | 15 d'octubre de 1999   | Socorro              | LINEAR        |
| 164858 - | 1999 TX215             | 15 d'octubre de 1999   | Socorro              | LINEAR        |
| 164859 - | 1999 TA218             | 15 d'octubre de 1999   | Socorro              | LINEAR        |
| 164860 - | 1999 TA241             | 4 d'octubre de 1999    | Catalina             | CSS           |
| 164861 - | 1999 TL260             | 10 d'octubre de 1999   | Socorro              | LINEAR        |
| 164862 - | 1999 TD262             | 13 d'octubre de 1999   | Socorro              | LINEAR        |
| 164863 - | 1999 TN269             | 3 d'octubre de 1999    | Socorro              | LINEAR        |
| 164864 - | 1999 TH272             | 3 d'octubre de 1999    | Socorro              | LINEAR        |
| 164865 - | 1999 TA273             | 3 d'octubre de 1999    | Socorro              | LINEAR        |
| 164866 - | 1999 TK278             | 6 d'octubre de 1999    | Socorro              | LINEAR        |
| 164867 - | 1999 TH287             | 10 d'octubre de 1999   | Socorro              | LINEAR        |
| 164868 - | 1999 TU309             | 3 d'octubre de 1999    | Kitt Peak            | Spacewatch    |
| 164869 - | 1999 UJ11              | 31 d'octubre de 1999   | Bergisch Gladbach    | W. Bickel     |
| 164870 - | 1999 UD14              | 29 d'octubre de 1999   | Catalina             | CSS           |
| 164871 - | 1999 UE20              | 31 d'octubre de 1999   | Kitt Peak            | Spacewatch    |
| 164872 - | 1999 UJ31              | 31 d'octubre de 1999   | Kitt Peak            | Spacewatch    |
| 164873 - | 1999 UO36              | 16 d'octubre de 1999   | Kitt Peak            | Spacewatch    |
| 164874 - | 1999 UL37              | 16 d'octubre de 1999   | Kitt Peak            | Spacewatch    |
| 164875 - | 1999 UA38              | 16 d'octubre de 1999   | Kitt Peak            | Spacewatch    |
| 164876 - | 1999 UB49              | 31 d'octubre de 1999   | Catalina             | CSS           |
| 164877 - | 1999 UQ49              | 30 d'octubre de 1999   | Catalina             | CSS           |
| 164878 - | 1999 VA14              | 2 de novembre de 1999  | Socorro              | LINEAR        |
| 164879 - | 1999 VK18              | 2 de novembre de 1999  | Kitt Peak            | Spacewatch    |
| 164880 - | 1999 VN26              | 3 de novembre de 1999  | Socorro              | LINEAR        |
| 164881 - | 1999 VT30              | 3 de novembre de 1999  | Socorro              | LINEAR        |
| 164882 - | 1999 VB42              | 4 de novembre de 1999  | Kitt Peak            | Spacewatch    |
| 164883 - | 1999 VQ65              | 4 de novembre de 1999  | Socorro              | LINEAR        |
| 164884 - | 1999 VW76              | 5 de novembre de 1999  | Kitt Peak            | Spacewatch    |
| 164885 - | 1999 VU79              | 4 de novembre de 1999  | Socorro              | LINEAR        |
| 164886 - | 1999 VX81              | 5 de novembre de 1999  | Socorro              | LINEAR        |
| 164887 - | 1999 VT84              | 6 de novembre de 1999  | Kitt Peak            | Spacewatch    |
| 164888 - | 1999 VK86              | 5 de novembre de 1999  | Socorro              | LINEAR        |
| 164889 - | 1999 VN93              | 9 de novembre de 1999  | Socorro              | LINEAR        |
| 164890 - | 1999 VL101             | 9 de novembre de 1999  | Socorro              | LINEAR        |
| 164891 - | 1999 VD104             | 9 de novembre de 1999  | Socorro              | LINEAR        |
| 164892 - | 1999 VD106             | 9 de novembre de 1999  | Socorro              | LINEAR        |
| 164893 - | 1999 VV106             | 9 de novembre de 1999  | Socorro              | LINEAR        |
| 164894 - | 1999 VR107             | 9 de novembre de 1999  | Socorro              | LINEAR        |
| 164895 - | 1999 VZ110             | 9 de novembre de 1999  | Socorro              | LINEAR        |
| 164896 - | 1999 VE116             | 4 de novembre de 1999  | Kitt Peak            | Spacewatch    |
| 164897 - | 1999 VV134             | 10 de novembre de 1999 | Kitt Peak            | Spacewatch    |
| 164898 - | 1999 VM159             | 14 de novembre de 1999 | Socorro              | LINEAR        |
| 164899 - | 1999 VR162             | 14 de novembre de 1999 | Socorro              | LINEAR        |
| 164900 - | 1999 VE181             | 9 de novembre de 1999  | Socorro              | LINEAR        |